# Administración de Ferrocarriles del Estado

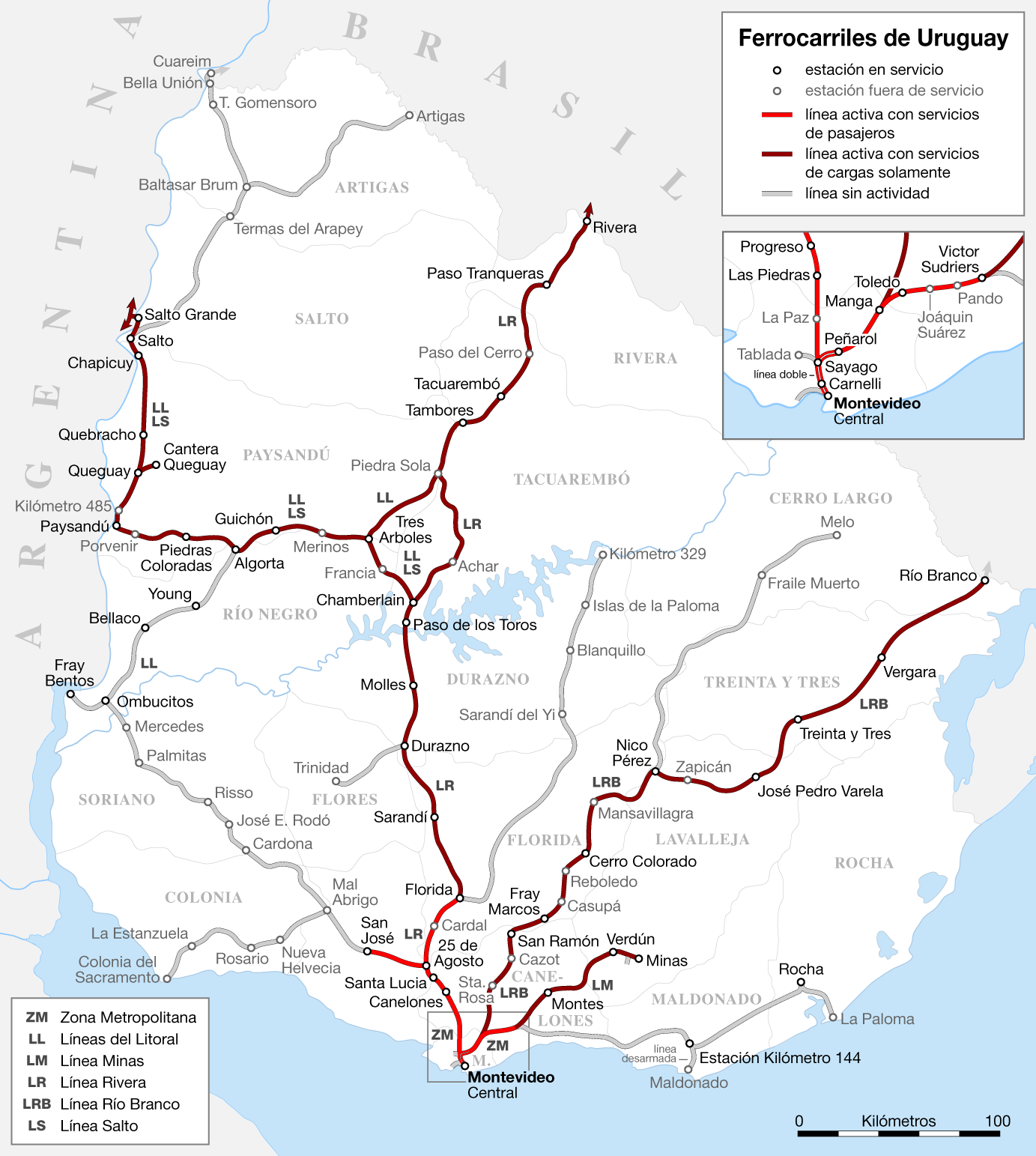
Karta över uruguayanska järnvägsnätet

Administración de Ferrocarriles del Estado, AFE, är en uruguayansk statlig myndighet som ansvarar både för förvaltning och trafikering av järnvägen i Uruguay. Järnvägsnätet är icke-elektrifierat och består av cirka 2900 kilometer spår.

## Historia
1948 fattade parlamentet beslut om ett allmänt förstatligande av landets enskilda järnvägar, något som genomfördes redan året efter. AFE grundades 1952. I Uruguay är trafik på och förvaltning av järnvägen inte separerade, men många privata bolag (ANCAP, AUAR, CEFU, CUCP) har ändå fått tillstånd att köra tåg med egna vagnar och lok. 2013 köpte AFE fem begagnade Y1-motorvagnar från Östgötatrafiken i Sverige.